# Kaplica św. Gertrudy w Trzebiatowie
Kaplica św. Gertrudy w Trzebiatowie (niem. St. Gertrudskapelle, łac. Pauperum hospitale cubiculum) – jedna z trzech zachowanych w Trzebiatowie gotyckich kaplic szpitalnych, od 1957 roku świątynia greckokatolicka pod wezwaniem Świętych Apostołów Piotra i Pawła.

## Historia
Kaplica św. Gertrudy została ufundowana w XIV wieku wraz z zabudowaniami szpitalnymi przez radę miejską Trzebiatowa. W XVII wieku przylegające do niej obiekty rozebrano, a sam budynek świątyni przeznaczono na magazyn i warsztat rzemieślniczy. Pod koniec XIX wieku ponownie adaptowano ją na cele sakralne. Od 1898 roku służyła jako kaplica pogrzebowa cmentarza komunalnego, a od 1925 roku była kaplicą Kościoła rzymskokatolickiego. 
W 1957 roku została przekazana parafii greckokatolickiej.
W lipcu 2013 r. doszło do nieudanej próby ataku na cerkiew. Parafia twierdziła, że podczas niedzielnej mszy św., w której uczestniczyło około 100 osób, młody mężczyzna wrzucił petardę do przedsionka świątyni. Wg świadków – wybuch nastąpił przed wejściem do niej. Policji nie udało się schwytać sprawcy tego czynu, sam atak zaś mógł mieć podłoże religijno-narodowościowe.

## Zobacz też

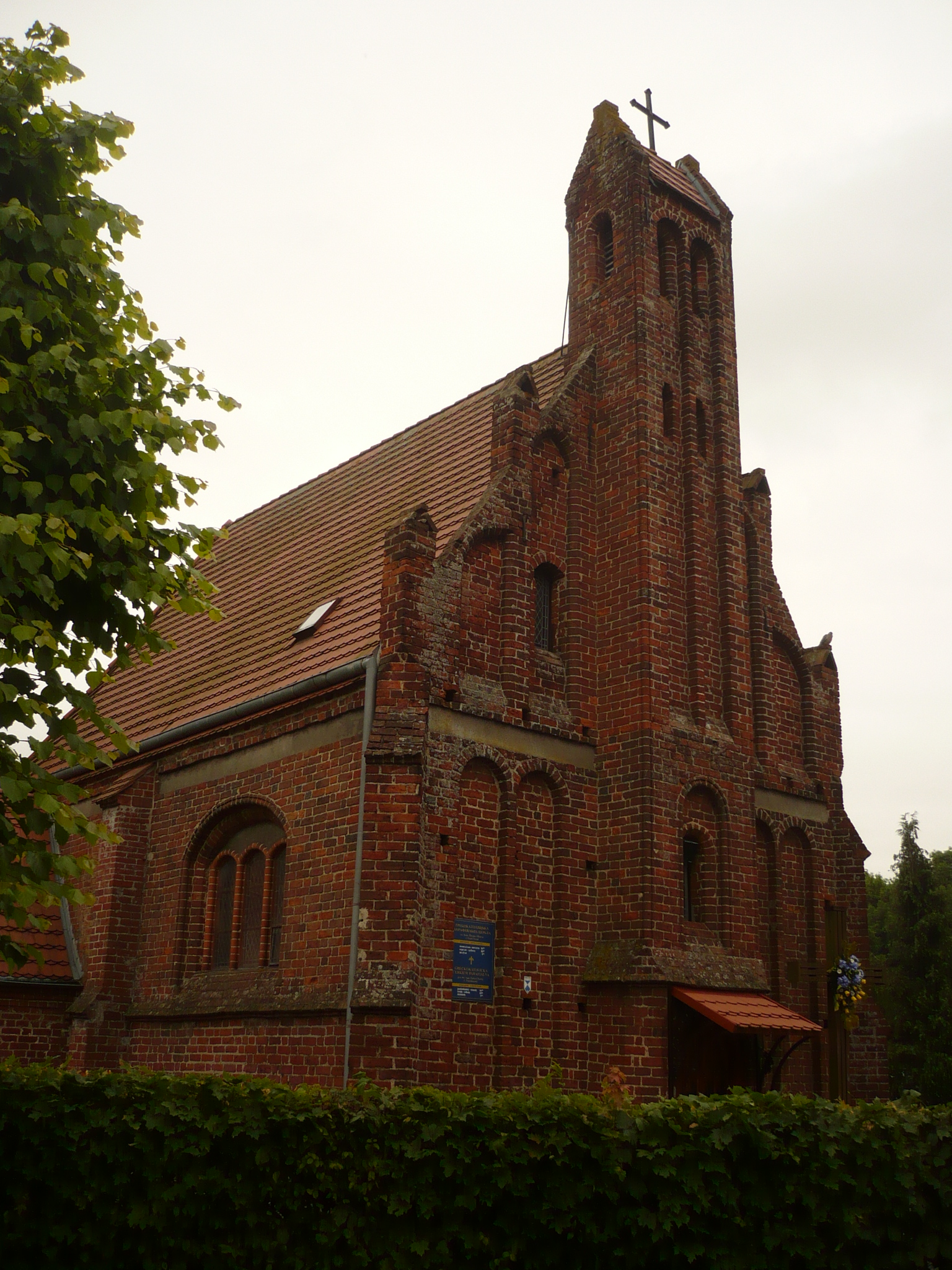
Kaplica pw. św. Gertrudy
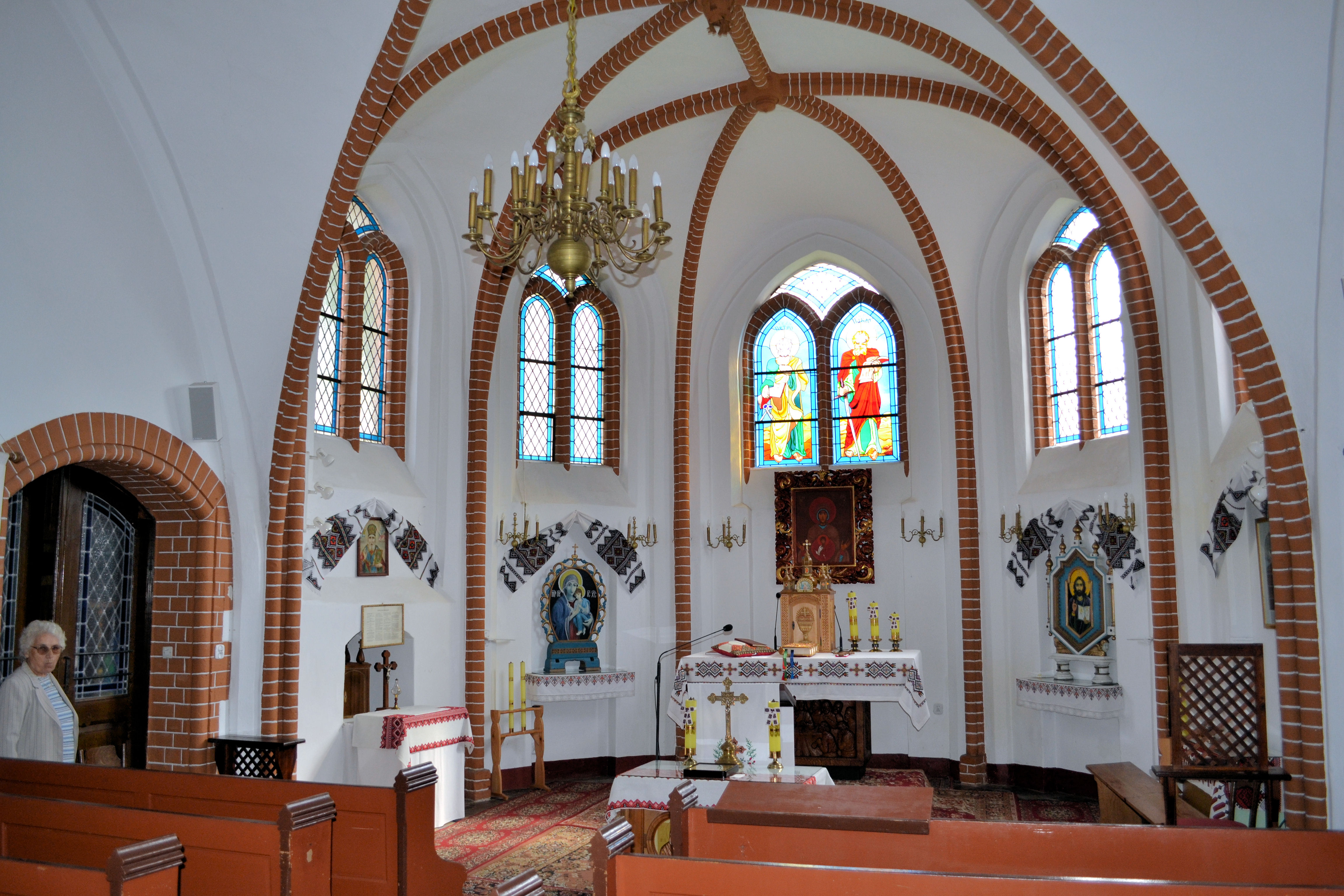
Wnętrze kaplicy